# Anthrax constituta
Anthrax constituta är en tvåvingeart som först beskrevs av Walker 1852.  Anthrax constituta ingår i släktet Anthrax och familjen svävflugor. Inga underarter finns listade i Catalogue of Life.